# Station Pręgowo Gdańskie
Station Pręgowo Gdańskie is een spoorwegstation in de Poolse plaats Pręgowo.